# Die Reise (1959)
Die Reise (Originaltitel: The Journey) ist der Titel eines amerikanischen Abenteuer- und Liebesfilms im Verleih der MGM aus dem Jahr 1959. Es ist der zweite Film nach Der König und ich, in dem Deborah Kerr und Yul Brynner die Hauptrollen spielen.

## Handlung
Der Farbfilm spielt im Jahre 1956. Es ist die Zeit des ungarischen Volksaufstands gegen die sowjetische Besatzung.
Die Handlung beginnt in Budapest, Ende Oktober. Der Aufstand liegt in den letzten Zügen, sowjetisches Militär beherrscht die Stadt, auch der Flughafen ist bereits besetzt.
Der letzte Zivilflug nach Wien wird abgesagt, und die Passagiere müssen ihre Reise in den Westen mit einem Bus der Fluggesellschaft fortsetzen. Die Fahrt geht vom Flughafen durch Budapest über Győr nach (dem fiktiven) Mosán nahe der österreichischen Grenze.
Unter den 17 Passagieren befinden sich u. a. ein japanischer Geschäftsmann, ein amerikanischer Ölingenieur mit Familie, ein Syrer mit seiner französischen Frau, ein israelischer Professor, ein Schweizer Student, ein deutscher Ex-Luftwaffengeneral mit seiner Tochter und ein niederländischer Fernsehreporter. Die größte Aufmerksamkeit bei ihren Mitreisenden ziehen aber die attraktive Engländerin Lady Ashmore und ihr Begleiter auf sich, ein gewisser Mr. Flemyng, ebenfalls Besitzer eines britischen Passes. Er scheint krank zu sein, hat in Wahrheit aber eine unbehandelte Schusswunde.
Auf der langen Reise durch das Aufstandsgebiet sind die Nerven der Passagiere zum Zerreißen gespannt, und die gemeinsame Gefahr bringt sie allmählich einander näher. Während der Fahrt kommt es zu Kontrollen durch sowjetische Soldaten und – nach einer Strecke militärischen Niemandslands – durch ungarische Freiheitskämpfer. Als sich die russische Kontrolle in die Länge zieht, erleidet Flemyng einen Schwächeanfall, den die Soldaten aber nicht mehr bemerken. Den Mitreisenden fällt jedoch auf, dass Flemyng plötzlich nicht mehr englisch spricht, weshalb der Verdacht entsteht, dass seine Papiere nicht in Ordnung sind.
In Mosán, 5 km vor der ungarischen Grenze, gibt es erneut eine russische Straßensperre. Major Surow, Kommandeur dieses Grenzabschnittes, stoppt den Bus und behauptet, die Reiseerlaubnis sei nicht mehr gültig. Während des Zwangsaufenthalts von zwei Tagen wohnen die Passagiere im einzigen Hotel des Ortes.
Wie sich herausstellt, hat Surow eigenmächtig gehandelt. Er ist ein intelligenter Mann und voller Zweifel, ob seine militärische Mission in Ungarn gerechtfertigt oder nur alles sowjetische Propaganda ist. In den harten Verhören, denen er seine Gefangenen unterzieht, begegnen ihm aber nur panische Angst und unverhohlener Hass.
Die Situation eskaliert. Offenbar hat der Major Verdacht gegen Flemyng geschöpft. In der Nacht erfahren die Mitgefangenen, dass Mr. Flemyng der ungarische Freiheitskämpfer Paul Kedes ist, der mit Lady Ashmores Hilfe die Flucht versucht.
Sofort teilt sich die Reisegesellschaft in zwei Lager. Die größere Gruppe sieht in Kedes’ Anwesenheit eine Gefahr für sich selbst. Und mittlerweile interessiert sich Surow mehr und mehr für die schöne Engländerin – zum Missfallen der Hotel-Bediensteten Borbala, die selbst ein Auge auf den Major geworfen hat.
Die Lage spitzt sich zu, als Flemyng und Lady Ashmore einen gewagten Fluchtversuch nach Österreich unternehmen, dabei aber von Borbala beobachtet werden. Plötzlich galoppiert Surow hinter ihnen her (vermutlich auf Hinweis Borbalas) und alarmiert die Patrouille. Flemyng, Lady Ashmore und ihr Fluchthelfer werden gestellt. Zwar fleht Lady Ashmore den Major an, Kedes freizugeben. Aber der bleibt jetzt, nachdem er bisher ihr zuliebe geschwiegen hatte, hart und meldet den Vorfall dem Hauptquartier. Wenige Stunden später verhört ein MWD-Hauptmann den gefangenen Ungarn.
Die Abreise wird für alle auf den nächsten Morgen festgesetzt. Doch das Ziel ist nicht Wien, sondern Budapest.
Die Reisenden sind verzweifelt und denken nur noch an das eigene Schicksal. Sie zwingen Lady Ashmore, Major Surow allein aufzusuchen. Durch das Ausspielen „privater Beziehungen“ soll sie ihn umstimmen. Dieser Versuch scheint jedoch vergeblich.
Am kommenden Morgen lässt Surow die Busreisenden überraschend gegen den Befehl seiner Vorgesetzten an die österreichische Grenze fahren und entlässt alle in die Freiheit, auch Lady Ashmore und Kedes.
Für den Augenblick hat menschliche Versöhnung über den allgemeinen Hass triumphiert. Aber als der Major nachdenklich noch einen Augenblick auf der ungarischen Seite der Grenze verharrt, kracht der Schuss aus der Waffe eines Revolutionärs und trifft ihn tödlich.
Lady Ashmore muss während der Weiterfahrt immer wieder an Surows Abschiedsworte denken: „Wir haben kein Vertrauen zueinander gehabt, und wir werden uns auch nie vertrauen können. Niemand hat Schuld, und doch sind wir alle schuldig.“

## Sonstiges
Die geborene Gräfin Barbara von Nady, Darstellerin der Borbala, war kurz nach dem Aufstand von 1956 selbst auf abenteuerliche Weise aus ihrer Heimat geflohen. Grund waren die Verfolgungen des Adels durch das moskautreue ungarische Regime. Wieweit sie zur Glaubwürdigkeit des Films beigetragen hat, ist unbekannt.
Historisch bekannt sind z. B. die Hilferufe der Aufständischen über Radio Kossuth, dass sich Frauen an den Kämpfen beteiligten, die Fluchtwege durch das Gebiet zwischen Donau und Neusiedler See und über bereits zerstörte Kanalbrücken nach Österreich hinüber sowie die Zerstörungen in den Straßen von Budapest.
Weniger authentische Details hängen damit zusammen, dass im kommunistischen Ungarn nicht gefilmt werden konnte. Der Film wurde daher hauptsächlich in Wien und Umgebung gedreht, die Innenaufnahmen entstanden in den Rosenhügel-Studios der Wien-Film. Im Film sind daher auch zeitgenössische österreichische Fahrzeuge wie ein Steyr 380-Omnibus und eine Wiener Straßenbahn Type G in ungarischer Aufmachung zu sehen. Im neutralen Österreich war kaum sowjetische Militärausrüstung verfügbar, so dass die Film-Sowjets daher notgedrungen mit amerikanischen Jeeps fahren.
Isabella und Werner Schlichting entwarfen die Filmbauten, Carl Szokoll war Produktionsassistent.
Der Film ist in deutscher Synchronisation schon lange nicht mehr gezeigt worden, mindestens seit den letzten 25 Jahren nicht, weder im free-tv noch bei Premiere. Auch eine für den deutschen Markt produzierte DVD gibt es nicht, jedoch sind englische und spanische DVDs als Importe erhältlich.

## Kritiken
„Der Film versucht, die Künstlichkeit des Hasses zwischen den Völkern deutlich zu machen, bleibt aber an der Oberfläche.“

„November 1956, Aufstand in Ungarn: Ausländische Flugpassagiere werden von Budapest per Omnibus zur österreichischen Grenze weiterbefördert. Mit ihnen reist ein verwundeter Freiheitskämpfer, in dessen britische Geliebte sich ein sowjetischer Offizier verliebt. Die anfangs ernstzunehmende Fluchtgeschichte versinkt damit im Edelkitsch.“

## Quelle
- Das Neue Filmprogramm Nr. 4352, Mannheim